# Alois Carigiet
Alois Carigiet (Trun, 30 agosto 1902 – Trun, 1º agosto 1985) è stato un pittore, disegnatore e scrittore svizzero di libri per ragazzi.

## Biografia
Originario della Surselva, nel Cantone Grigioni, Alois Carigiet era il fratello minore dell'attore e cabarettista Zarli Carigiet.

Nel 1911 si trasferì con i genitori a Coira, ove svolse l'attività di apprendista decoratore, ed in seguito si stabilì a Zurigo per lavorare in un laboratorio di grafica pubblicitaria. Nel 1927 riuscì a mettersi in proprio e cominciò a disegnare scenografie e costumi per conto di un cabaret. Nel 1939 fece ritorno in Surselva, ad Obersaxen, dove da grafico divenne un artista indipendente.

Da quel momento, Carigiet cominciò ad illustrare libri per ragazzi; il più celebre è Una campana per Ursli di Selina Chönz (1945): grazie alle sue mirabili illustrazioni ha contribuito a far conoscere in tutto il mondo la festa tradizionale romancia del Chalandamarz. Le successive opere da lui illustrate, come Flurina, non raggiunsero lo stesso successo di pubblico di Una campana per Ursli, ma non per questo le raffigurazioni sono da considerarsi di minore pregio artistico.

Furono organizzate mostre delle opere di Carigiet a Sciaffusa, Soletta e Ginevra. Nel 1950 tornò di nuovo a Zurigo. Nel 1956 realizzò a Stein am Rhein le pitture murali sulla facciata dell'Hotel Adler, commissionate dal birrificio Falken di Sciaffusa. Nel 1960 fece ritorno nel suo Cantone d'origine e si dedicò di nuovo all'illustrazione di libri per ragazzi.

Lo stesso Alois Carigiet scrisse alcuni libri per ragazzi.

## Riconoscimenti
- Premio Hans Christian Andersen 1966 come miglior illustratore
- Schweizer Jugendbuchpreis 1966 per il libro Zottel, Zick und Zwerg

## Opere letterarie

### Come illustratore
- Selina Chönz, Una campana per Ursli (1945; Uorsin in romancio, Schellen-Ursli in tedesco)
- Selina Chönz, Flurina (1952; Flurina und das Wildvöglein in tedesco)
- Selina Chönz, La grande nevicata (1953; Der grosse Schnee in tedesco)

### Come autore
- Zottel, Zick und Zwerg (1965)
- Birnbaum, Birke, Berberitze (1967)
- Maurus und Madleina (1969)